# L'abito nero da sposa
L'abito nero da sposa è un film italiano del 1945 diretto da Luigi Zampa, tratto dal dramma teatrale The Cardinal di Louis N. Parker.

## Trama
XVI secolo. Nella Roma papalina, il capitano di ventura Strozzi uccide il banchiere Chigi che gli ha rifiutato la mano della propria figlia Berta, fidanzata di Giuliano de' Medici, fratello del cardinale Giovanni. Accusato del delitto è invece il giovane Giuliano che viene arrestato e rinchiuso in carcere in attesa del processo. Frattanto il vero assassino confessa spudoratamente il delitto al cardinale Giovanni, il quale non può violare il segreto della confessione rimanendo impotente di fronte ai giudici che lo condannano al patibolo. Ma poco prima dell'esecuzione il cardinale con uno stratagemma mette in condizione lo Strozzi di confessare il delitto alla presenza di testimoni nascosti. Giuliano viene liberato immediatamente e potrà così sposare la sua Berta.

## Commento
Annunciato sulla stampa specializzata già a fine luglio 1943 con il titolo de Il cardinale, la direzione del film viene attribuita a Mario Pannunzio. Il 7 agosto però la rivista Film rende nota l'assunzione della regia da parte di Zampa e l'imminente inizio della lavorazione. Lavorazione che venne interrotta dopo l'8 settembre 1943, ripresa e condotta a termine dopo la liberazione di Roma del giugno 1944. La Commissione di Revisione Cinematografica dà il via libera alla circolazione nelle sale, pretendendo soltanto un taglio: di sopprimere la parola "finalmente" pronunziata dal cardinale dopo il colloquio con Strozzi, quando riesce a far svelare dallo stesso che egli è l'uccisore di Bartolomeo Chigi. Ottenne il visto di censura n. 47 del 17 maggio 1945 per una lunghezza accertata della pellicola di 2.645 metri. La realizzazione dei manifesti e delle locandine del film per l'Italia fu affidata al pittore cartellonista Anselmo Ballester e nella seconda edizione all'artista Angelo Cesselon. Il film è stato trasmesso in televisione ma ancora non è stato pubblicato in DVD.

## Distribuzione
La pellicola venne distribuita nel circuito cinematografico italiano il 17 maggio del 1945.
Venne in seguito distribuito anche in Francia, dal 1º aprile del 1949, con il titolo La Confession tragique.

## Altri tecnici
- Aiuto regista: Aldo Quinti
- Direttore di produzione: Folco Laudati
- Ispettore di produzione: Ernesto Gentili
- Segretario di produzione: A. Cappelli
- Operatore: A. Postoini
- Fonico: Enrico Palmieri

## Critica
«Dramma cinquecentesco nella Roma papale (...) tra scenari fastosi e parrucconi e barbe finte, i nostri attori, si sa, sopportano queste arcaiche truccature con dignitosa disinvoltura (...) Fosco Giachetti è un cardinale sontuoso ma lo preferiamo in abiti borghesi. Jacqueline Laurent è la fanciulla che provoca i guai. Speriamo che questo film chiuda per sempre il ciclo dei nostri film in costume. Proprio per sempre!». Fabrizio Sarazani, Il Tempo, 23 maggio 1945
«È proprio Il Cardinale di Parker, ben noto a ogni politeama, a tornare sullo schermo; e con la complicità di tutte le risorse che caratterizzarono, ahinoi, il nostro film in costume degli ultimi anni. Lo zelo degli sceneggiatori e del regista ha golosamente ritrovato, nella vicenda, gli ingredienti di quegli intingoli pseudo-giudiziari e pseudo-polizieschi che furono la facile fortuna di parecchi film americani: insomma, l'innocente strappato alla sedia elettrica proprio all'ultimo istante. Sostituite al governatore nientemeno che un principe Baglioni, all'avvocato nientemeno che un cardinale Giovanni de' Medici, alla girl di turno una Berta Chigi, ai grattacieli i pini di Roma, a Sing-Sing Castel Sant'Angelo, alla sedia elettrica la mannaia del boia; esasperate l'attesa delle esecuzioni e il provvido sopraggiungere dei nostri con in grazia fino all'ultimo e al punto da destare risatine dalla platea e avrete il film d'oggi, altrimenti congegnato con una fiacca abilità di mestiere. Jacqueline Laurent è ben lontana da Alba tragica; sotto di lei Fosco Giachetti, Enzo Fiermonte e Carlo Tamberlani». Mario Gromo, La Stampa, 19 marzo 1946.

## Recensioni
- Corrado Brancati, La Sicilia, 15 dicembre 1946
- Adolfo Franci, Epoca Quotidiano, 23 maggio 1945
- Pier Luigi Melani, Il Giornale del Mattino, 24 maggio 1945
- Alberto Moravia, Libera Stampa, 23 maggio 1945
- Carlo Veneziani, Il Mattino d'Italia, 6 febbraio 1946
- Vice, Corriere d'Informazione, 6 febbraio 1946
- Vice, Il Gazzettino, 23 marzo 1946